# Aeropuerto de Dease Lake
El Aeropuerto de Dease Lake (del inglés: Dease Lake Airport) (IATA: YDL, OACI: CYDL) está ubicado a 1,5 MN (2,8 km; 1,7 mi) al sur de Dease Lake, Columbia Británica, Canadá. 

## Aerolíneas y destinos
- Northern Thunderbird Air
  - Smithers / Aeropuerto de Smithers